# Vivavis
Die Vivavis  (Eigenschreibweise VIVAVIS; vormals IDS-Gruppe) ist ein europaweit agierender Anbieter von Informationstechnik und IT-Dienstleistungen für die Überwachung und Steuerung von Infrastrukturnetzen und erlangt zunehmende Bedeutung bei der Ausrüstung des Stromnetzes im Rahmen von Smart Grid und Smart Metering. Der Unternehmenssitz ist in Ettlingen, Baden-Württemberg, Deutschland und im Besitz der deutschen Beteiligungsgesellschaft Kajo Neukirchen.

## Geschichte
Ursprung der Vivavis war die 1975 gegründete IDS GmbH, einer der ersten Anbieter von Fernwirktechnik in Europa. Das Unternehmen entwickelte sich stetig weiter, vom Gerätelieferanten zum Anbieter von kompletten SCADA-Systemen für Strom-, Gas-, Wasser- und Abwassernetze. Seit 2008 gehört die IDS GmbH zu den 100 größten Softwareunternehmen in Deutschland.
In den Jahren 2009 bis 2012 wurden durch die IDS GmbH umfangreiche Akquisitionen unternommen, um das Produktportfolio auf die gesamte Wertschöpfungskette der Energiewirtschaft zu verbreitern, von der Steuerung der Erzeugungsanlagen, über die zentrale Netzführung in den Leitwarten der Energieversorgungsunternehmen bis hin zur Zählung der Energieverbräuche beim Endanwender. Dies mündete in einer organisatorischen Umstrukturierung im Jahre 2012, aus der die IDS-Gruppe Holding GmbH als übergeordnete Gesellschaft hervorging. Seit 2015 wurde zudem in Unternehmen für die Branche Einsatzleitstellen für Behörden und Organisationen mit Sicherheitsaufgaben investiert. Im Mai 2019 wurde die IDS-Gruppe Holding GmbH in Vivavis GmbH umbenannt.
Im August 2020 fusionierten die Unternehmen Vivavis GmbH, Erwin Peters Systemtechnik GmbH, Görlitz AG und IDS GmbH zur Vivavis AG. Mit der Fusion wurde das Unternehmen in die Geschäftsbereiche Netze, Metering, Quartiere und Wasser strukturiert und im Oktober 2020 mit der Übernahme der Eoda GmbH das Geschäftsfeld Data Science gestärkt.

## Konzernstruktur
Die Vivavis AG und unterhält folgende Niederlassungen und Tochterunternehmen (Stand: 30. April 2024):
- Vivavis AG, Geschäftsbereich Netze, vormals IDS GmbH, Ettlingen
- Vivavis AG, Geschäftsbereiche Metering/Quartiere, vormals Görlitz AG, Koblenz
- Vivavis AG, Geschäftsbereich Netze, vormals Erwin Peters Systemtechnik GmbH, Bochum
- AMW Anlagen-Montagen Werder GmbH, Werder
- Berg GmbH, Martinsried
- Caigos GmbH, Kirkel
- Eoda GmbH, Kassel
- Vivasecur GmbH, Frankfurt (Oder) und Leinfelden-Echterdingen

Vivavis unterhält weitere Tochterunternehmen in Dänemark (Odense), Vereinigte Arabische Emirate (Dubai), Italien (Lissone), Österreich (Wien, Graz), der Schweiz (Baden-Dättwil), Tschechischen Republik (Ostrava) und der Türkei (Istanbul).

## Produkte und Leistungen
Die bekanntesten Produkte sind Geräte, Softwaresysteme und informationstechnische Lösungen für die Überwachung und Steuerung von Infrastrukturnetzen, wie
- Fernwirktechnik (Fernwirken),[9]
- Netzleittechnik (Supervisory Control and Data Acquisition),[10][11]
- Digitale Schutzgeräte (Netzschutz),[12]
- Betriebsmittel-Managementsysteme (Computerized Maintenance Management System),[13]
- Systeme zur Zählerfernauslesung (Smart Metering),[14]
- Systeme für das (Energiemanagement),[15]
- Leitstellen für Behörden und Organisationen mit Sicherheitsaufgaben[16]
- Geoinformationssysteme[17],
- IT-Integrationslösungen (Enterprise Application Integration),[18]
- Data Science Software Lösungen für maschinelles Lernen,[19] und
- Errichtung und Automatisierung von Schaltanlagen für den Hoch- und Mittelspannungsbereich[20].